# Epipactis gerbaudiorum
Epipactis gerbaudiorum är en orkidéart som beskrevs av Pierre Delforge. Epipactis gerbaudiorum ingår i släktet knipprötter, och familjen orkidéer.
Artens utbredningsområde är Frankrike. Inga underarter finns listade i Catalogue of Life.